# قطونيل
ورق التواليت قطونيل هو اسم ماركه تجارية لاحد أنواع ورق التواليت والذي تنتجه شركه كمبرلي كلارك. تنتج الشركة أنواع عدة من ورق التواليت منها العادي، منها المزدوج، قطونيل الأطفال، قطونيل ذو القوه الاضافيه وهذه المنتجات تباع حاليا في الولايات المتحده واستراليا تحت العلامة التجاريه كلينكس.
هناك امراه تعتبر جالبه الحظ لقطونيل. حيث كانت الاعلانات التجاريه في ذلك الوقت تركز على مدى نعومه اللفه من هذا المنتج وذلك عن طريق عرض كرة من القطن ومقارنتها بالمنتج نفسه.
في بدايات عام 2008 ابتكرت قطونيل حمله اعلانيه على نطاق واسع تميزت بايجاد حافله كبيره مزينه على شكل كلب تسمى حافله ملاذ الراحة Comfort haven bus . وستنتقل هذه الحافله البلاد وتقدم للزوار الوصول إلى محطات الاسترخاء حيث يمكن للناس ان يروا كم هي ناعمه ومريحه منتجات قطونيل. "
في أحد المراحل، اوجدت قطونيل برنامج النقاط يسمى نقاط بوبي Puppy points . بحيث يكون هناك ملصق على علب تواليت قطونيل وبعدد نقاط محدده حيث يتم قص الملصقات والاحتفاظ بها وتجميعها والموقع الإلكتروني لقطونيل يوضح ويبين قائمه المنتجات التي يمكن الحصول عليها مقابل النقاط التي تم جمعها، من هذه الاشياء التي يتم الحصول عليها روب حمام، اطار صوره حقيبه يد، نعال وهكذا. وبتاريخ 31 يوليو 2008 تم ايقاف هذه الحملة ولم يعد بالإمكان استبدال الكوبونات.
تسوق منتجات قطونيل في المملكة المتحده تحت اسم أندريكس  وفي جنوب افريقيا تحت اسم بيبي سوفت.
ادخلت منتجات قطونيل إلى كندا بعد فتره وجيزه من دخولها الولايات المتحده في عام 1972. وبناء على بعض التغيرات المؤسسيه في كندا خلال العام 2004 أصبحت Scott paper Limited تعرف حاليا باسم Kruger lnc ثم تحولت العلامة التجاريه إلى الاسم الجديد Cashmer .